# 保拉·安特那利

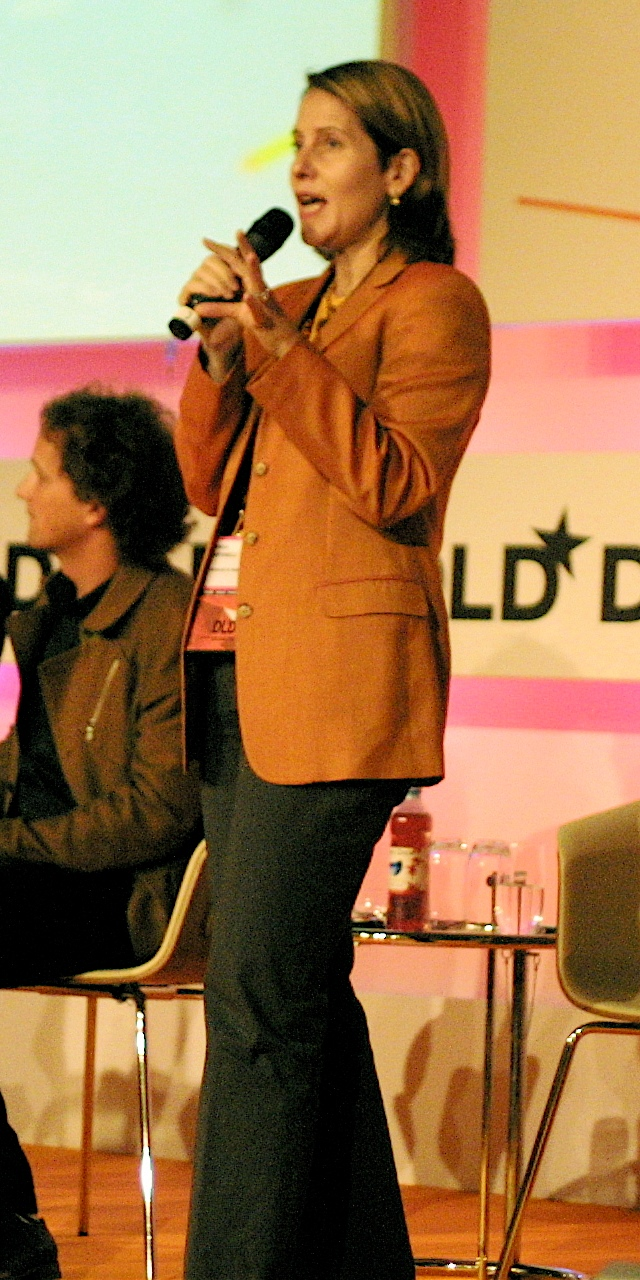
保拉·安特那利2008年在慕尼黑的一次会议上

保拉·安特那利（Paola Antonelli，1963年3月13日—），美国资深设计师，纽约现代艺术博物馆建筑与设计部馆长。

## 生平
1990年获米兰理工大学建筑学学士学位。曾在意大利、法国、日本等地策划过多次建筑和设计展览。她还是哈佛大学设计研究所的讲师。